# Melborn
Melborn is een plaats in de Duitse gemeente Hörselberg-Hainich in  Thüringen. De gemeente maakt deel uit van het Wartburgkreis.  Melborn wordt voor het eerst genoemd in een oorkonde uit 1075. Het dorp werd in 1974 samengevoegd met Wenigenlupnitz en maakt sinds 2007 deel uit van Hörselberg-Hainich.